# Premi de poesia Sant Cugat a la memòria de Gabriel Ferrater
El Premi de poesia Sant Cugat a la memòria de Gabriel Ferrater, també conegut com a premi Gabriel Ferrater és un premi de poesia en llengua catalana per a obres inèdites. Creat el 2001 per rememorar el poeta Gabriel Ferrater, es convoca anualment per l'Ajuntament de Sant Cugat, en col·laboració amb Edicions 62 i la Comissió Ciutadana Gabriel Ferrater. Amb una dotació de 8.530 euros és un dels premis més ben dotats de poesia en català. Els guanyadors reben, a més, una escultura dissenyada per Pep Codó.

## Guanyadors[2]
- 2002: Marc Romera i Roca per La pau del cranc
- 2003: Yannick Garcia per De dalt i de baix
- 2004: Enric Virgili per Mamut
- 2005: Antoni Ibàñez per Una certa penombra
- 2006: Dolors Miquel per Missa pagesa
- 2007: Albert Roig Antó per A l'encesa (Finalista: Josep Domènech Ponsatí per  Apropiacions degudes & Cia.)
- 2008: Desert
- 2009: Albert Balasch per La caça de l’home
- 2010: Adrià Targa per Boques en calma
- 2011: Jaume Subirana per Una pedra sura
- 2012: Anna Garcia Garay per Els mots encreuats
- 2013: Manel Ollé i Rodríguez per Bratislava o Bucarest
- 2014: Josep Domènech Ponsatí per El Càcol
- 2015: Eva Baltasar per Animals d’hivern
- 2016: Joan Puigdefàbrega per Deshora
- 2018: Miquel Àngel Llauger per Fourmillante
- 2019: Francesc J. Gómez per A l'enforcall
- 2020: Andreu Gomila per Felanitx
- 2021: Carles Dachs Clotet per Vent a la mà
- 2022: Carles Rebassa per El Caire Formentera
- 2023: Desert
- 2024: Eduard Marco per Dolors
- 2025: Ramon Boixeda per Pols[3]